# Antoni Maria de Font i de Boter
Antoni Maria de Font i de Boter (Barcelona, Barcelonès, 1860-1894) va ésser un hisendat que va posseir una gran biblioteca, s'especialitzà en literatura clàssica i en la finca anomenada Font Rosada (Esparreguera) instal·là una impremta per editar llibres rars.
Soci de l'Associació Catalana d'Excursions Científiques, participà també en el moviment dels Jocs Florals i, dins el catalanisme més estrictament polític, signà el Missatge a la Reina Regent (1888) i fou designat delegat a l'Assemblea de Manresa (1892).